# 羅伯特·詹姆斯·華勒
羅伯特·詹姆斯·華勒（英語： Robert James Waller，1939年8月1日—2017年3月10日）是一位美國作家，但對於他廣為人知的工作是攝影師和音樂家。

## 生平
羅伯特·詹姆斯·華勒1939年8月1日出生於美國愛荷華州洛克福。在1962年華勒在北愛荷華大學（當時叫愛荷華州立師範學院）獲得學士學位和在1964年獲得碩士學位。他在1968年在印第安納大學布盧明頓分校的凱萊商學院獲得博士學位。
在那年年末，他回到UNI並開始教起管理和經濟學，並在1977年開始成為教授。他在1980年變成為商學院院長和並在1986年從這個職位退休。他將『七圖』（seven figure）捐贈送給印第安納大學。
他的某些書成為紐約時報暢銷書榜，其中包括1992年的《麥迪遜之橋》（The Bridges of Madison County），這在1993年成為頂級暢銷書榜。同時華勒他的1995年的小說《逃命殺手》（Puerto Vallarta Squeeze）均被拍成同名電影。
羅伯特在就讀大學期間，於一場舞會上認識了第一任妻子喬治雅（Georgia Ann Wiedemeier），1961年，仍是大學生的羅伯特和喬治雅步入禮堂。
但這段婚姻以離婚收場，在翻拍成電影的麥迪遜之橋大紅後，憑藉著版稅和電影版權收，羅伯特取得了至少1100萬美元的收入。
1995年，功成名就的羅伯特與妻子、女兒搬到德州，並買下占地1200英畝的牧場，這時羅伯特已不再寫小說，而是專心管理牧場。但在這裡，羅伯特卻被喬治雅指控，涉嫌和琳達（Linda Bow）外遇。
琳達被羅伯特聘請來管理牧場，年紀比羅伯特小20多歲。
1997年，羅伯特和結縭36年的喬治雅達成離婚共識，並開始與琳達公開交往。
2004年，羅伯特和琳達再婚。
羅伯特晚年罹患多發性骨髓瘤，2017年3月10日在弗雷德里克堡 (德克薩斯州)的家中過世，享壽77歲。

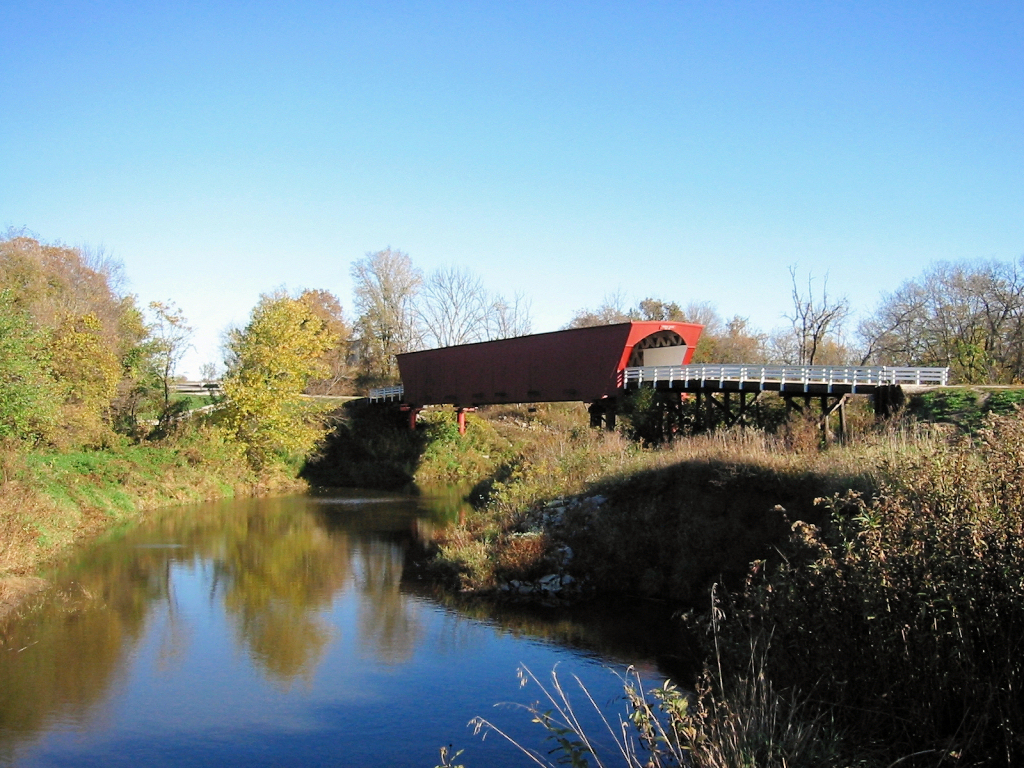
愛荷華州溫特塞特的羅斯曼廊橋

## 著作

### 小說
- 1992年《麥迪遜之橋》（The Bridges of Madison County）【英國原創標題《愛在黑與白》（Love in Black and White）】[來源請求]
- 1993年《香杉市慢步華爾滋》（Slow Waltz in Cedar Bend）【ISBN 0-446-51653-8】
- 1995年《逃命殺手》（Puerto Vallarta Squeeze）
- 1995年《邊界樂章》（Border Music）
- 2002年《無盡鄉間路》（A Thousand Country Roads）【麥迪遜之橋的結局】

### 收集
- 2003年《剛好越過火光》（Just Beyond the Firelight）

### 非小說文學
- 1990年《一個足夠的好道路》（One Good Road is Enough）
- 1991年《愛荷華州：今天和明天的展望》（Iowa: Perspectives on Today and Tomorrow）
- 1994年《新咖啡廳的老歌》（Old Songs in a New Cafe）
- 1994年《映像》（Images）[4]

### 音樂
- 《麥迪遜線的歌謠：歌選集》（The Ballads of Madison County: A Collection of Songs）